# Koronowo (gromada)
Koronowo – dawna gromada, czyli najmniejsza jednostka podziału terytorialnego Polskiej Rzeczypospolitej Ludowej w latach 1954–1972.
Gromady, z gromadzkimi radami narodowymi (GRN) jako organami władzy najniższego stopnia na wsi, funkcjonowały od reformy reorganizującej administrację wiejską przeprowadzonej jesienią 1954 do momentu ich zniesienia z dniem 1 stycznia 1973, tym samym wypierając organizację gminną w latach 1954–1972.
Gromadę Koronowo z siedzibą GRN w mieście Koronowie (nie wchodzącym w jej skład) utworzono – jako jedną z 8759 gromad na obszarze Polski – w powiecie bydgoskim w woj. bydgoskim, na mocy uchwały nr 24/3 WRN w Bydgoszczy z dnia 5 października 1954. W skład jednostki weszły obszary dotychczasowych gromad Okole, Sokole Kuźnica, Starydwór i Samociążek oraz osiedla Olszewko i Wymysłowo z dotychczasowej gromady Glinki ze zniesionej gminy Koronowo w tymże powiecie. Dla gromady ustalono 18 członków gromadzkiej rady narodowej.
31 grudnia 1959 do gromady Koronowo włączono wsie Buszkowo, Nowy Dwór i Skarbiewo oraz miejscowości Lipie, Grzmoty Młyn i Janowo ze zniesionej gromady Buszkowo, a także wsie Salno, Bytkowice i Więzowno oraz miejscowość Młynkowo ze zniesionej gromady Salno, w tymże powiecie.
1 stycznia 1969 do gromady Koronowo włączono sołectwo Stary Jasieniec ze zniesionej gromady Wudzyń w tymże powiecie.
Gromada przetrwała do końca 1972 roku, czyli do kolejnej reformy gminnej. 1 stycznia 1973 w powiecie bydgoskim reaktywowano gminę Koronowo.